# Scalenghe
Scalenghe je obec v metropolitním městě Turín v italském regionu Piemont, asi 25 kilometrů jihozápadně od Turína.
Scalenghe sousedí s obcemi: None, Pinerolo, Airasca, Piscina, Castagnole Piemonte, Buriasco a Cercenasco.

## Partnerská města
- Vila, Argentina
- Žlobin, Bělorusko